# Sarna
Sarna ou escabiose (em latim: Scabere; lit.  "coçar") é uma infecção parasitária contagiosa da pele que ocorre entre seres humanos e outros animais. É causada pelo ácaro Sarcoptes scabiei, que se refugia sob a pele do hospedeiro, causando coceira alérgica intensa e borbulhas – como erupção cutânea – e ocasionalmente causando pequenas tocas na pele. As infecções iniciais requerem entre duas a seis semanas para se tornarem sintomáticas, a reinfecção, no entanto, pode tornar-se sintomática dentro de 24 horas. Os sintomas podem afectar uma grande parte do corpo ou apenas certas zonas, como os pulsos, a pele entre os dedos ou ao nível da cintura. A coceira tende a piorar durante a noite e ao arranhar, a pele pode ser lesada expondo-a a infecções bacterianas adicionais. As crianças costumam ter maior susceptibilidade a infecções na cabeça.
A sarna é causada por infecção da fêmea do ácaro Sarcoptes scabei, que se infiltra na pele e ali vive e deposita os ovos. Os sintomas da sarna devem-se a uma reação alérgica aos ácaros, que, na maioria das vezes, somam apenas cerca de dez a quinze, sendo muito pequenos e geralmente não visíveis a olho nu. A doença pode ser transmitida através de objectos contaminados, mas é mais frequentemente transmitida por contacto directo com a pele infectada, com um maior risco se o contacto for prolongado, normal em relações sexuais. O contágio da doença pode ocorrer mesmo quando a pessoa não desenvolveu ainda qualquer tipo sintoma. Nas moradias superlotadas, tais como estruturas de acolhimento de crianças, instituições ou prisões, e também nas zonas com falta de condições de acesso à água, existe um maior risco de propagação da doença. A escabiose crostosa é a forma mais gravosa da doença, estando normalmente associada com a imunossupressão, podendo dar origem a milhões de ácaros, o que intensifica o risco de contágio.  O diagnóstico é feito com base nos sinais e sintomas.
Existem medicamentos que estão disponíveis para tratamento dos infectados, designadamente permetrina, cremes crotamitona e lindano, e ivermectina. Os contactos sexuais dentro de até um mês e pessoas que vivem na mesma casa, devem ser tratadas ao mesmo tempo. Sendo que o ácaro não sobrevive por mais de três dias afastado da pele humana, as roupas usadas nestes três últimos dias, inclusive as da cama, devem ser lavadas com água quente e submetidas a secagem a ar quente. Como os sintomas são alérgicos, o seu atraso no início é geralmente espelhado por um atraso significativo no alívio após os parasitas serem erradicados, podendo os sintomas permanecer ao longo de duas a quatro semanas após o tratamento, mas, se ainda assim os sintomas continuarem a aparecer, poderá ser necessário um novo tratamento.
A escabiose é uma das três doenças de pele mais comuns em crianças, juntamente com a micose e infecções bacterianas da pele. Desde 2010, esta infecção parasitária afecta aproximadamente 100 milhões de pessoas (1,5% da população mundial) e é igualmente comum em ambos os sexos, com os jovens e idosos tendo maior susceptibilidade,  e é mais comum em países emergentes e com climas tropicais. Outros animais não propagam a sarna humana, sua infecção, conhecida como sarna sarcóptica, é tipicamente causada por espécies de ácaros ligeiramente diferentes, mas relacionadas.

## Transmissão
A sarna é transmitida pelo contacto directo entre pessoas (não necessariamente sexual), sendo uma doença comum em seres humanos e não estando associada diretamente com a falta de higiene.
Não pode ser considerada uma IST, pois a transmissão pode ocorrer em qualquer situação ou ambiente que propicie o contacto com o ácaro. A transmissão através de outros contactos físicos não sexuais, como um aperto de mão ou um abraço, ou entre mãe e filho através da amamentação, é bem mais rara, embora seja possível. Normalmente o contágio se dá a partir de um outro ser humano.
O ácaro é capaz de perfurar e penetrar a pele em questão de minutos, o que leva a uma coceira intensa, associada a lesões de pele causadas pela penetração do ácaro e pelas coçaduras. Às lesões, seguem-se infecções secundárias que podem ser bem mais graves, especialmente em pacientes portadores de HIV ou outras doenças imunológicas.
As áreas preferenciais de infecção são os punhos, as axilas, o ventre, as nádegas, os seios e os órgãos genitais masculinos.

## Características clínicas

### Humanos

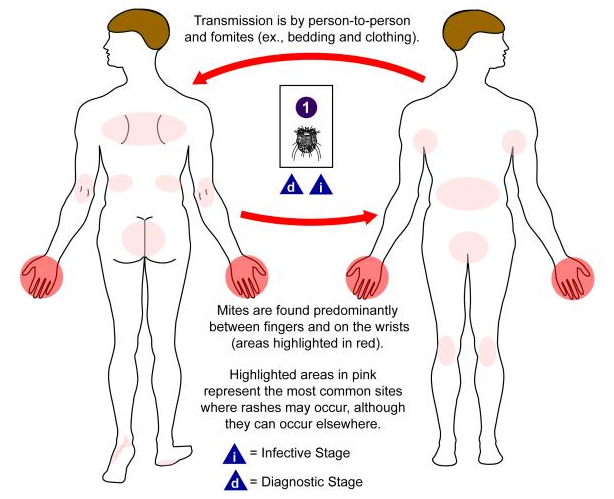
Áreas comumente afetadas pela sarna

- Áreas alopécicas na região da face, membros ou dorso;
- Eritema (vermelhidão);
- Pústulas ("bolhas", vesículas);
- Hiperpigmentação;
- Escamas;
- Colaretes epidérmicos;
- Prurido intenso devido a ação a perfuração da epiderme pelo acaro juntamente com produtos do metabolismo do parasito e a ação de sua saliva;
- Crostas salientes quando em grande quantidade.[5]

#### Diagnóstico diferencial
Dermatofitose e piodermites, que são pruriginosas.

#### Tratamento
O tratamento da sarna é feito à base de inseticidas especiais, ou escabicidas, tendo seu uso tópico, ou seja, local, e devendo ser aplicado no corpo todo, exceto acima da linha do nariz e das orelhas, por dois ou três dias. A aplicação é repetida depois de sete a dez dias para combater os ácaros provenientes dos ovos que ainda não haviam eclodido na primeira aplicação. Existem remédios por via oral que também são eficientes no tratamento da escabiose.

#### Prevenção
Higiene diária, tanto pessoal como de roupas que estiveram em contacto com alguém infectado. Escaldar as roupas, lençóis e toalhas ou colocá-las para congelar também é uma forma de prevenção à reinfecção.

## Em animais

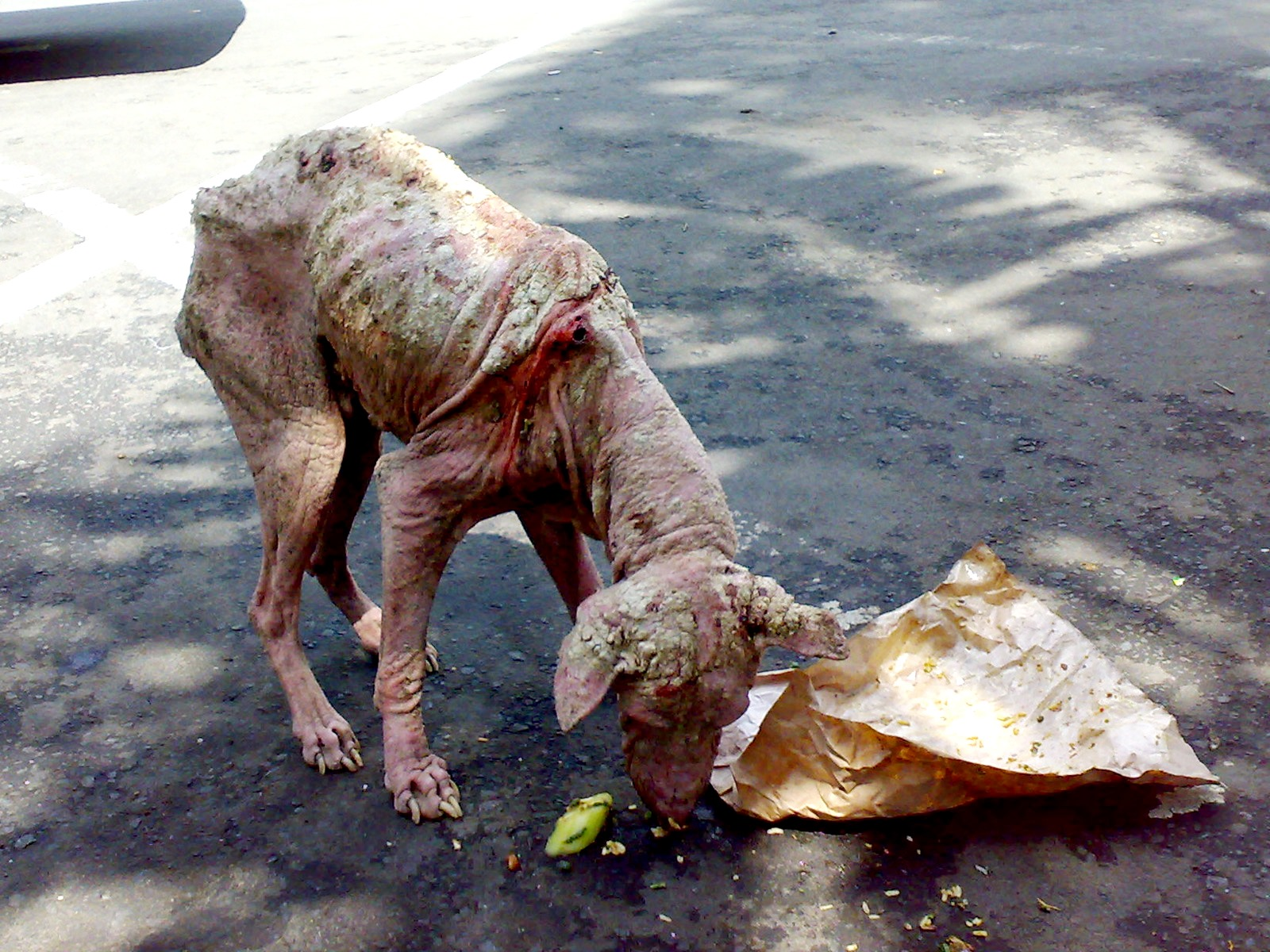
Um cachorro de rua com sarna em Bali, Indonesia

As sarnas são patologias cutâneas e algumas delas são zoonoses. As mais conhecidas são a sarna demodécica ("sarna negra", causada pelo Demodex canis) e a sarna sarcóptica ou "escabiose" (causada pelo Sarcoptes scabiei), também conhecida como sarna notoédrica para gatos (causada pelo Notoedris cati).

### Características clínicas
- Áreas alopécicas na região da face, membros ou dorso;
- Eritema (vermelhidão);
- Pústulas ("bolhas", vesículas);
- Hiperpigmentação;
- Hiperqueratose;
- Escamas;
- Colaretes epidérmicos.

Na sarna sarcóptica o prurido (coceira) é intenso. Na sarna demodécica, o prurido é ausente, exceto quando houver piodermite (infecção de pele) concomitante.

### Diagnóstico
Raspado de pele em áreas alopécicas corado com potassa, revela-se o ácaro Demodex canis quando se trata de sarna demodécica (não contagiosa), ou então o ácaro Sarcoptes scabiei quando se trata de sarna sarcóptica (contagiosa). Já a otoscopia revela eritema e secreção ceruminosa abundante seguido de parasitológico de cerúmen. Utiliza-se o exame histopatológico para fechar o diagnóstico em cães da raça Shar pei, que apresentam muita mucina, o que dificulta a visualização do ácaro, e em casos de pododermatite, devido à hiperqueratose.

#### Diagnóstico
O diagnóstico é igual ao da demodécica, porém em casos de suspeita de escabiose em animais, realiza-se o teste do reflexo otopedal, se positivo confirma-se escabiose (atritar a orelha do animal levemente e o mesmo irá mexer a pata traseira na tentaiva de coçar a orelha). Raspado de pele em áreas alopécicas corado com potassa revela o ácaro Sarcoptes scabiei. A otoscopia revela eritema e secreção ceruminosa abundante seguido de parasitológico de cerúmen.

#### Diagnóstico diferencial
Dermatofitose e piodermites, que são pruriginosas.

#### Tratamento
Banhos semanais com peróxido de benzoíla 2,5 % (não pode ser usado para gatos). Pode-se ser usado também o óleo de neem puro, aplicando 2,0 ml/L no dorso do animal, sem contra-indicações. Todos os contactantes, animais e seres humanos, mesmo que assintomáticos devem ser tratados. Banhos por 3 dias consecutivos e mais 4 banhos semanais com shampoos acaricidas e aplicação de ivermectina, por exemplo, são outras formas de tratamento. Outras drogas podem ser utilizadas, assim como na demodécica.